# 블라다스 자얀치카우스카스
블라다스 자얀치카우스카스(리투아니아어: Vladas Zajančkauskas, 1915년 12월 27일 ~ 2013년 8월 5일)는 리투아니아의 군인이다.
제2차 세계 대전 기간 동안에 바르샤바 게토 봉기를 진압하는 과정에서 50,000명 이상의 유대인을 학살했다. 2005년과 2010년에는 미국 법무부의 조사를 통해 유죄 판결을 받았으며 95세였던 2010년 7월 당시에는 미국 법무부의 수배 대상자 명단에 올라온 인물 중에서 가장 나이가 많았다. 미국 법무부는 1990년 러시아 당국이 공개한 문서를 통해 그의 전쟁 범죄 혐의를 입증했다.